# Psychotria sohmeri
Psychotria sohmeri är en måreväxtart som beskrevs av Kiehn. Psychotria sohmeri ingår i släktet Psychotria och familjen måreväxter. Inga underarter finns listade i Catalogue of Life.